# Остёр (Черниговская область)
Остёр (укр. Остер) — город в Черниговском районе Черниговской области Украины, административный центр Остёрской городской общины. До 17 июля 2020 года был на территории ныне упразднённого Козелецкого района.

## Географическое положение
Расположен на левом берегу Десны при впадении в неё реки Остёр.
Расстояние до Козельца — 16 км, до Чернигова — 70 км, до Киева — 74 км.

## История

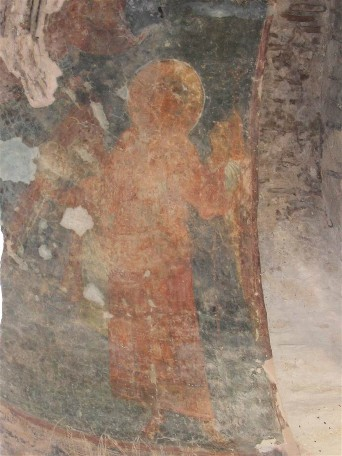
Фреска в храме Остра

Вероятно, именно Остёр упомянут в Повести временных лет под названием Городец в связи с событиями 1026 года, когда Ярослав Мудрый заключил в нём соглашение со своим братом Мстиславом Владимировичем. Первое надёжное упоминание в Ипатьевской летописи в 1098 году как город «на Въстри», когда Владимир Мономах построил (перестроил) Остёрский детинец и примыкающие к нему два окольных города. В XII веке был крепостью Переяславского княжества.
В 1240 году город был разрушен монголо-татарами, и в дальнейшем некоторое время оставался незаселённым городищем.
Впоследствии тут возникло поселение, названное Старым Остром, или Старогородкой. В начале XIV века ближе к Десне возникло новое поселение под названием Остёр.
С 1356 года Остёр — под властью Великого княжества Литовского, а после Люблинской унии 1569 года — Польши.
В 1638 году жители участвовали в восстании Якова Остряницы
В 1648 году Остёр был отвоёван Богданом Хмельницким и стал сотенным городком Переяславского полка.

### 1654—1917
В 1654 году вошёл в состав Русского государства.
В 1662 году городку были предоставлены магдебургское право и герб.
В 1663 году был занят польские войска овладели Остром, но в феврале 1664 года при поддержке местного населения были выбиты казацкими и русскими полками. После Андрусовского перемирия (1667) Остёрская сотня отошла к Киевскому полку.
В 1782 году Остёр стал уездным городом Остёрского уезда Киевского наместничества, с 1797 года — заштатным городом Малороссийской губернии (с 1802 года — Черниговской губернии), с 1803 года — уездный город Черниговской губернии.
В XIX веке город Остёр был волостным центром Остёрской волости и центром одноимённого уезда Черниговской губернии. В 1883 году здесь насчитывалось 4898 жителей, действовали три церкви, городское училище, церковно-приходская школа, больница и почтовое отделение.
В середине XIX века здесь провел свои последние дни российский историк, магистр дисциплины и профессор А. И. Ставровский (ум. 14 (26) ноября 1882)

### 1918—1991
В мае 1923 года Остёр стал посёлком городского типа и центром Остёрского района Нежинского округа, в декабре 1924 года был передан в состав Черниговского округа.
В ходе Великой Отечественной войны c 9 сентября 1941 до 22 сентября 1943 года Остёр был оккупирован немецкими войсками.
В 1945 году здесь был открыт строительный техникум.
В октябре 1961 года Остёр стал городом районного значения, а Остёрский район был включён в состав Козелецкого района Черниговской области.
В январе 1989 года численность населения составляла 8426 человек, основой экономики в это время являлись хлопчатобумажная фабрика и предприятия пищевой промышленности.

### После 1991
В июле 1995 года Кабинет министров Украины утвердил решение о приватизации находившегося здесь ремонтно-транспортного предприятия.
По состоянию на 1 января 2013 года численность населения составляла 6339 человек.

## Транспорт
Пристань на реке Десна.
Проходит автодорога Т2535, на участке Остёр — Карпиловка построен автомобильный мост.
В 43 км от города находится ближайшая железнодорожная станция Бобрик.

## Достопримечательности

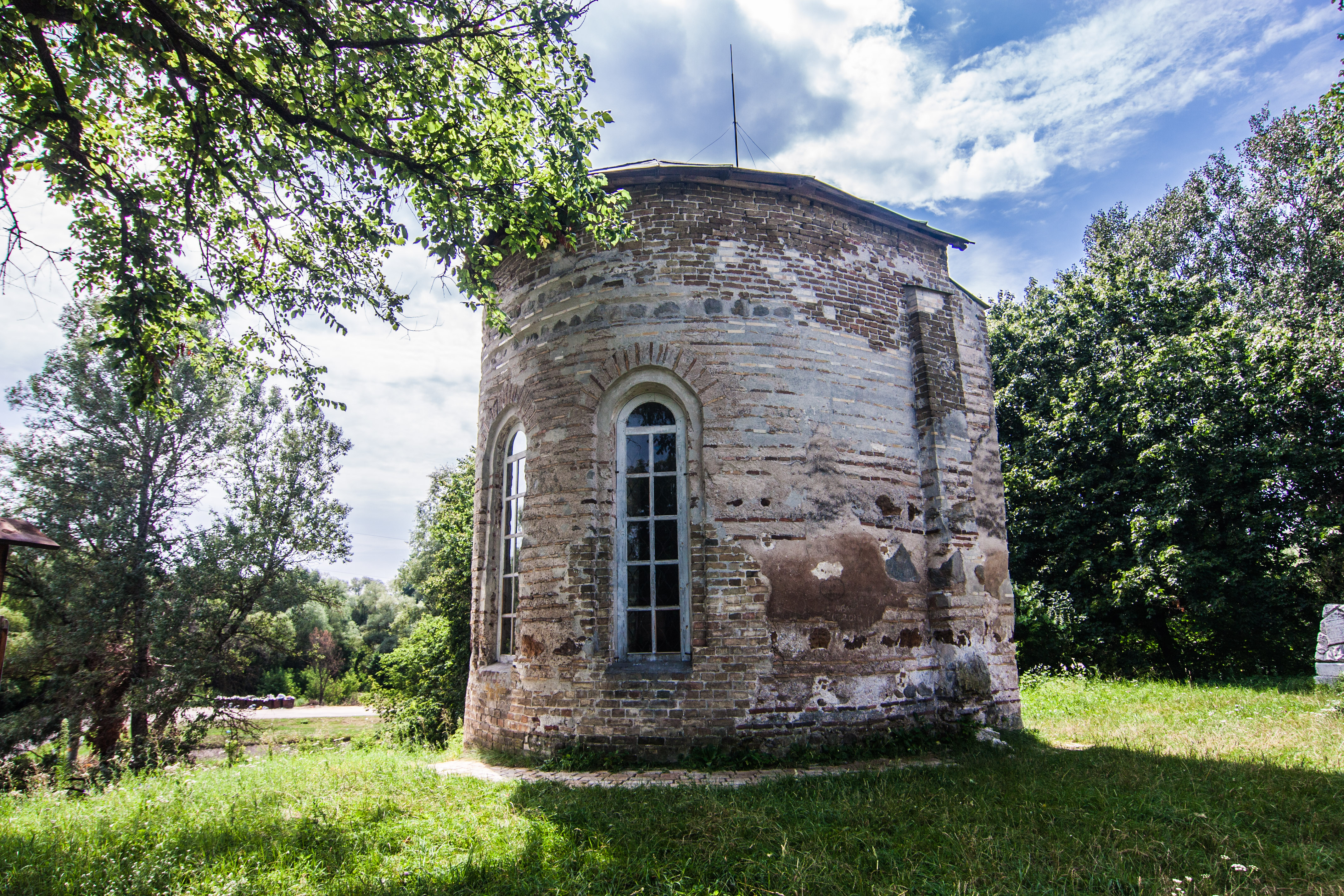
Юрьева божница

В городе имеется памятник чувашскому поэту Михаилу Сеспелю, памятная плита на месте, где стоял дом, где жил поэт, музей Михаила Сеспеля.
Также в Остре находится архитектурный памятник конца XI века (1098) Переяславской архитектурной школы — Юрьева божница (сохранилась лишь восточная часть) — одноапсидный храм с четырьмя столпами, образующими в плане вытянутый прямоугольник. В апсиде — фрески (между 1098 и 1152).

## Города-побратимы
- Канаш (Россия, с 2013 года)[13]